# تومی، ناگانو
تومی در استان ناگانو در کشور ژاپن واقع شده‌است  که دارای جمعیت ۳۱٬۲۱۱ نفر و مساحت ۱۱۲٫۳۰ کیلومتر مربع با تراکم جمعیت ۲۷۸  نفر در کیلومترمربع است و در تاریخ ۱ آوریل ۲۰۰۴ به عنوان شهر شناخته شد.